# Roylea
Roylea  é um gênero botânico da família Lamiaceae

## Espécies
- Roylea cinerea
- Roylea elegans
- Roylea pennisetum